# IC 5315
IC 5315 — галактика типу E? (еліптична галактика) у сузір'ї Пегас.
Цей об'єкт міститься в оригінальній редакції індексного каталогу.